# نائو سائه‌جیما
نائو سائه‌جیما (انگلیسی: Nao Saejima؛ زاده ۲۳ مارس ۱۹۶۸ درگذشته ۲۹ سپتامبر ۲۰۱۲) یک بازیگر پورنوگرافی اهل ژاپن بود.